# Primera División de Bolivia 1959
El Campeonato Nacional de 1959 fue el décimo torneo profesional de primera división en Bolivia que organizó la AFLP. El Campeón Nacional fue el Club Wilstermann por tercera vez en su historia obteniendo el Tricampeonato Nacional 1957-1958-1959.
El campeonato fue jugado entre mayo de 1959 y el 24 de enero de 1960. Doce clubes compitieron en dos ruedas de todos contra todos, jugando un total de 22 partidos cada uno.
El campeón clasificó a la primera edición de la Copa Libertadores (1960).

## Equipos

### Información general
| Equipo                          | Ciudad     |
| ------------------------------- | ---------- |
| Asociación de Fútbol de La Paz  |            |
| 1.° de Mayo                     | La Paz     |
| Always Ready                    | La Paz     |
| Bolívar                         | La Paz     |
| Chaco Petrolero                 | La Paz     |
| Ferroviario                     | La Paz     |
| Litoral                         | La Paz     |
| Municipal                       | La Paz     |
| The Strongest                   | La Paz     |
| Asociación de Fútbol Cochabamba |            |
| Aurora                          | Cochabamba |
| Jorge Wilstermann               | Cochabamba |
| Asociación de Fútbol Oruro      |            |
| International                   | Oruro      |
| San José                        | Oruro      |

## Tabla de Posiciones final
La tabla de posiciones final fue la siguiente:
| Pos | Equipo              | Pts | PJ | PG | PE | PP | GF | GC | Dif |
| --- | ------------------- | --- | -- | -- | -- | -- | -- | -- | --- |
| 1º  | Wilstermann         | 36  | 22 | 16 | 4  | 2  | 65 | 30 | 35  |
| 2º  | Always Ready        | 31  | 22 | 13 | 5  | 4  | 61 | 40 | 21  |
| 3º  | Bolívar             | 30  | 22 | 13 | 4  | 5  | 47 | 30 | 17  |
| 4º  | Aurora              | 27  | 22 | 10 | 7  | 5  | 42 | 25 | 17  |
| 5º  | San José            | 25  | 22 | 11 | 3  | 8  | 53 | 47 | 6   |
| 6º  | Deportivo Municipal | 24  | 22 | 9  | 6  | 7  | 41 | 34 | 7   |
| 7º  | Chaco Petrolero     | 19  | 22 | 8  | 3  | 11 | 38 | 48 | -10 |
| 8º  | Ferroviario         | 17  | 22 | 7  | 3  | 12 | 41 | 51 | -10 |
| 9º  | 1.º de Mayo         | 16  | 22 | 6  | 4  | 12 | 37 | 53 | -16 |
| 10º | The Strongest       | 15  | 22 | 5  | 5  | 12 | 31 | 51 | -20 |
| 11º | Litoral             | 13  | 22 | 5  | 3  | 14 | 36 | 52 | -16 |
| 12º | Internacional       | 11  | 22 | 3  | 5  | 14 | 41 | 70 | -29 |

Pts = Puntos; PJ = Partidos Jugados; G = Partidos Ganados; E = Partidos Empatados; P = Partidos Perdidos; GF = Goles Anotados; GC = Goles Recibidos; Dif = Diferencia de gol
|  | Campeón Nacional, clasificado a la Copa Libertadores 1960. |
|  | Reemplazado por el Deportivo Lanza.                        |

| Tricampeón Nacional 1957-1958-1959 Wilstermann Tercer Título Nacional |